# 大良牛乳

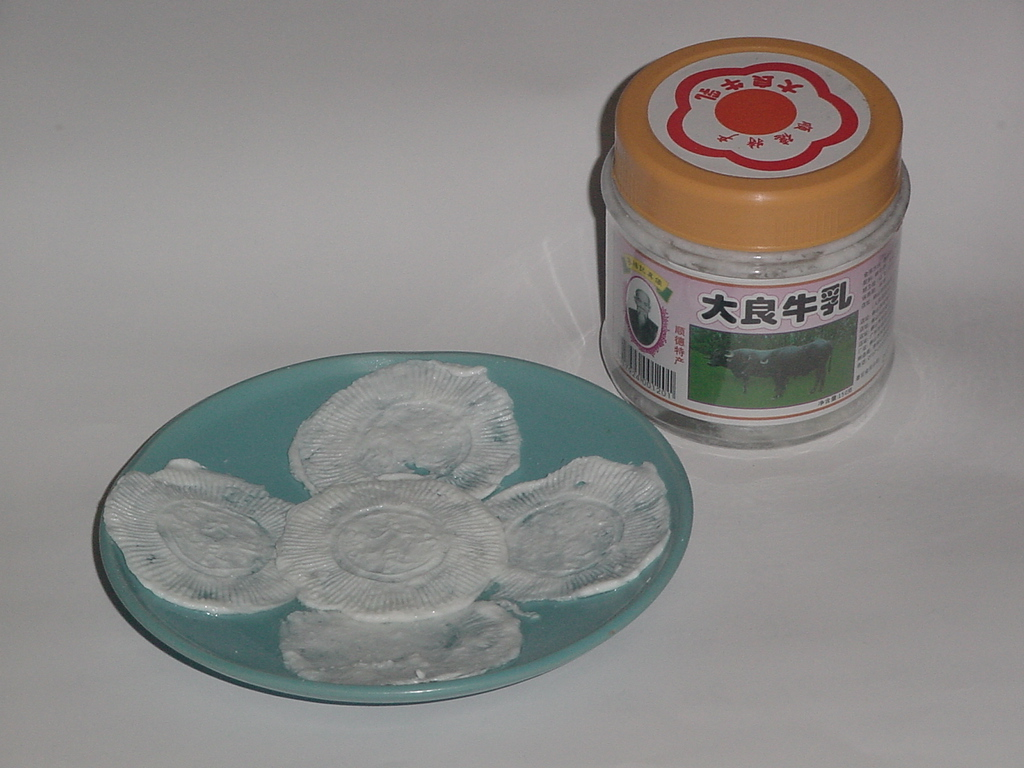
大良牛乳

大良牛乳，又叫金榜牛乳，是一种原产于顺德大良金榜村（现金榜居委会）的白色圆状薄片牛奶制成品，顺德美食之一，有“东方芝士”称号。因其圆片形状，故也被称为“金榜牛乳饼”。大良牛乳始于明代，味道略咸而甘甜可口，可佐粥下饭。除大良外，东南亚多个华人聚居地也有生产。

## 历史
根据顺德作家协会资深作家关耀权的一篇文章《东方芝士牛乳饼》，大良牛乳起源于明代：
在明朝年间，有一名来自意大利的天主教传教士经澳门路过大良，其间救治了一名金榜人，传教士获邀在金榜小住，他发现当地人往往把卖不完的牛奶倒掉，觉得这样很可惜，于是就用他们卖剩的牛奶做成自己喜欢吃的，金榜人觉得这样很好，可惜不合本地人的口味和习惯，于是加以改良，制成更富营养价值，易于入口和消化的大良金榜牛乳。然而水牛隻有在哺乳期才有牛奶，可是哺乳期有奶又有小水牛，小水牛吃了奶後，水牛就沒有更多的奶讓村民拿到市場上賣了。因而，村民一般是等到水牛產下小水牛之後沒多久，就將小水牛殺了賣肉，再擠水牛的奶上市場賣，因而，金榜牛乳又稱為“殺子取食”的中華小吃。

## 制作方法
當地人因耕地不足而养水牛获取水牛奶。但因水牛奶有时供过于求而无法存放，于是村民将水牛奶混入食醋和食鹽，使牛奶蛋白凝固，後再用模壓製成比較脆的圓片狀，再與鹽水一起入樽出售。
原料为新鲜水牛奶、白醋、没有经过加工的海盐制作的高浓度盐水。工具为茶杯、小勺以及成型模具。将水牛奶加热至微温，白醋加热至微热。在茶杯里倒入1/3杯白醋，用勺子将一勺牛奶倒入杯中，然后将凝固成团状的牛奶倒入模具成型并将牛奶里的醋压挤出来。成型的牛奶片放入盐水中，泡四个小时即成。
制作金榜牛乳关键是掌握牛奶和醋的温度，以及使用海盐。

## 食用方法
大良牛乳的味道鹹中帶微甜味，味道类似奶酪但有所区别。大多数顺德人通常将其與廣東粥混合一起吃，也有人将其冲热水喝。还有人用其炒鸡蛋。